# Partit del Poble Indi
El Partit del Poble Indi [bʱaːrtiːjə dʒənta paːrʈi]) és un dels dos partits polítics més importants de l'Índia, juntament amb el Congrés Nacional Indi i el partit polític que governa la República de l'Índia des del 2014. A partir del 2019, és el grup polític més gran del país. partit en termes de representació al parlament nacional i a les assemblees estatals i és el partit més gran del món en termes de membres primaris. El BJP és un partit de dretes i la seva política ha reflectit històricament les posicions nacionalistes hindús. Té estretes relacions ideològiques i organitzatives amb l'antiga Rastriya Swayamsevak Sangh (RSS).

## Orígens
L'origen del BJP rau en el Bharatiya Jana Sangh, format el 1951 per Syama Prasad Mukherjee. Després de l'estat d'emergència el 1977, la Jana Sangh es va fusionar amb diverses altres parts per formar el partit Janata, que va derrotar el Congrés Nacional Indi actual a les eleccions generals de 1977. Després de tres anys al poder, el partit Janata es va dissoldre el 1980 amb els membres de l'antiga Jana Sangh que es van tornar a reunir per formar el BJP.

## Ideologia
La ideologia oficial del BJP és l'humanisme integral, formulat per primera vegada per Deendayal Upadhyaya el 1965. El partit expressa un compromís amb l'Hindutva i la seva política ha reflectit històricament les posicions nacionalistes hindús. El BJP defensa el conservadorisme social i una política exterior centrada en principis nacionalistes.

## El Partit Bharatiya Janata
Tot i que inicialment no va tenir èxit, guanyant només dos escons a les eleccions generals de 1984, va créixer amb força a l'esquena del moviment Ram Janmabhoomi.

### Els governs d'Atal Bihari Vajpayee
Després de victòries en diverses eleccions estatals i millors resultats en les eleccions nacionals, el BJP es va convertir en el partit més gran del parlament en les eleccions generals índies de 1996; no obstant això, no tenia majoria a la cambra baixa del Parlament i el govern del primer ministre Atal Bihari Vajpayee només va durar 13 dies. La coalició del Front Unit va aconseguir llavors la majoria parlamentària i H. D. Deve Gowda del Janata Dal va esdevenir primer ministre fins que va perdre una moció de confiança el 1997 i Inder Kumar Gujral, també del Front Unit, va succeir-lo com a primer ministre. A causa de la inestabilitat, el 1998 es van celebrar eleccions anticipades.
Després de les eleccions generals índies de 1998, la coalició liderada pel BJP, coneguda com a Aliança Democràtica Nacional (NDA), dirigida per Atal Bihari Vajpayee, va formar un govern que va durar un any. Al maig de 1998, coincidint amb l'escalada nuclear desencadenada per Vajpayee amb Pakistan en ordenar realitzar la prova nuclear Pokhran-II, la primera des de la prova nuclear original de l'Índia el 1974, Narendra Modi va ser promogut al càrrec de secretari general del Partit Bharatiya Janata, i Lal Krishna Advani va ser reemplaçat com a president del BJP per Kushabhau Thakre. Tanmateix, la coalició es va trencar el maig de 1999 quan l'All India Anna Dravida Munnetra Kazhagam va retirar el seu suport en una moció de confiança i es van celebrar eleccions anticipades en 1999, que va tornar a guanyar la coalició liderada per BJP. Després de noves eleccions, el govern de l'NDA, de nou encapçalat per Vajpayee, va durar un mandat complet; aquest va ser el primer govern fora del Congrés a fer-ho. El govern d'Atal Bihari Vajpayee va centrar-se en una política econòmica en gran manera liberal que prioritzava la globalització i el creixement econòmic per sobre del benestar social.

### A l'oposició
A les eleccions generals índies de 2004, l'NDA va patir una derrota inesperada i, durant els deu anys següents, el BJP va ser el principal partit de l'oposició.

### Els governs de Modi
Després del govern de Manmohan Singh del Congrés Nacional Indi, el ministre en cap de Gujarat Narendra Modi va guanyar de manera contundent les eleccions generals índies de 2014 i es va convertir en primer ministre liderant el govern de l'NDA i va substituir Lal Krishna Advani com a líder del seu grup parlamentari.

Resultats de les eleccions generals índies de 2019

El 2019, el BJP va tornar a guanyar les eleccions per majoria absoluta. i l'aliança va arribar al govern de 18 estats. Modi va tornar a guanyar les eleccions generals índies de 2024 per majoria simple. Durant el seu govern el país s'ha polaritzat entorn afers religiosos, i Modi ha reforçat el seu control sobre les institucions democràtiques com no passava des del govern d'Indira Gandhi a la dècada de 1970, amb les minories sentint-se perseguides per les polítiques nacionalistes hindúe, i la dissidència sent silenciada. Les seves qüestions clau han inclòs el revocament de l'autonomia de Jammu i Caixmir, la construcció del Temple de Rama a Ayodhya i la implementació de la Llei de modificació de la ciutadania, provocant protestes generalitzades i estimulant els disturbis de Delhi del 2020 en què els musulmans van ser atacats i morts per turbes hindús. L'Agència Índia d'Investigació Espacial va aterrar amb èxit la missió lunar Chandrayaan 3.

## Resultats electorals
| Any  | Líder                | Escons en disputa | Escons    | +/- | %      | +/-    | Govern                          |
| ---- | -------------------- | ----------------- | --------- | --- | ------ | ------ | ------------------------------- |
| 1984 | Atal Bihari Vajpayee | 229               | 2 / 543   | 2   | 7.74%  | –      | Oposició                        |
| 1989 | Lal Krishna Advani   | 225               | 85 / 543  | 83  | 11.36% | 3.62%  | Suport extern al Front Nacional |
| 1991 | Lal Krishna Advani   | 477               | 120 / 543 | 35  | 20.11% | 8.75%  | Oposició                        |
| 1996 | Atal Bihari Vajpayee | 471               | 161 / 543 | 41  | 20.29% | 0.18%  | Govern, després oposició        |
| 1998 | Atal Bihari Vajpayee | 388               | 182 / 543 | 21  | 25.59% | 5.30%  | Govern de coalició              |
| 1999 | Atal Bihari Vajpayee | 339               | 182 / 543 | =   | 23.75% | 1.84%  | Govern de coalició              |
| 2004 | Atal Bihari Vajpayee | 364               | 138 / 543 | 44  | 22.16% | 1.69%  | Oposició                        |
| 2009 | Lal Krishna Advani   | 433               | 116 / 543 | 22  | 18.80% | 3.36%  | Oposició                        |
| 2014 | Narendra Modi        | 428               | 282 / 543 | 166 | 31.34% | 12.54% | Govern                          |
| 2019 | Narendra Modi        | 436               | 303 / 543 | 21  | 37.46% | 6.12%  | Govern                          |
| 2024 | Narendra Modi        | 441               | 240 / 543 | 63  | 36.56% | 0.8%   | Govern de coalició              |